# Bailleul (Orne)
Bailleul è un comune francese di 634 abitanti situato nel dipartimento dell'Orne nella regione della Normandia.

## Società

### Evoluzione demografica
Abitanti censiti